# Mogera
Mogera es un género de mamíferos de la familia Talpidae.
Contiene las especies siguientes:
- Topo de Echigo (Mogera etigo)
- Topo chino (Mogera insularis)
- Topo japonés pequeño (Mogera imaizumii)
- Topo de Kobe (Mogera kobeae)
- Topo gordo (Mogera robusta)
- Topo de Sado (Mogera tokudae)
- Topo del Japón (Mogera wogura)
- Mogera kanoana
- Topo de Senkaku (Mogera uchidai)

- Datos: Q913882
- Multimedia: Mogera / Q913882
- Especies: Mogera